# 馬倫卡河 (莫先卡河支流)
馬倫卡河（羅馬化：Marunka）是烏克蘭西部的河流，屬於莫先卡河的右支流。該河發源自莫納斯特羅克以西，流經利維夫州的利維夫區，河道全長16公里，流域面積49.9平方公里。